# Avenue de Fontainebleau
L'avenue de Fontainebleau est une artère de la ville de Liège (Belgique) située dans le quartier de Burenville.

## Odonymie
Les Capucins de Hocheporte fondèrent à Liège en 1661 ou 1667 un second établissement à Sainte-Marguerite. Ce fut Gilles François de Surlet archidiacre d'Ardenne qui leur fit bâtir un couvent à ses frais. Après la révolution liégeoise, le couvent, l'église et les dépendances d'une superficie de 12 888 m2 sont vendus le 19 février 1797 à Monsieur Simon qui les transforme en un établissement récréatif comprenant une salle de spectacles et une brasserie. En 1814, la salle prend le nom de Fontainebleau, ville qui vit la première abdication de Napoléon Ier. De 1947 à 1953, le lieu devient la salle de cinéma Fontainebleau-Écran. Cette salle était située à l'arrière du no 135 de la rue Sainte-Marguerite et du no 9C de la rue de Fexhe où l'on peut toujours observer le portail d'entrée. Le carrefour initial situé au croisement des rues Sainte-Marguerite, de Hesbaye, du Coq et de Fexhe devint non officiellement le carrefour de Fontainebleau. Ce nom est repris lors de la création de la voie rapide percée dans les années 1970.

## Situation et description
L'artère mesure environ 640 mètres et s'élève progressivement vers la colline de Burenville en opérant un virage à gauche puis à droite dans le sens de la montée. La voirie passe par un tunnel d'une longueur de 75 mètres sous les rues Dehin et Joseph Demoulin. L'avenue de Fontainebleau comptant jusqu'à 6 bandes de circulation est une section de la voie rapide reliant la place Saint-Lambert à l'autoroute E25 (sortie 33).

## Voies adjacentes
- Rue Louis Fraigneux
- Rue Sainte-Marguerite
- Rue de Hesbaye
- Rue du Coq
- Rue de Fexhe
- Rue Dehin
- Rue Joseph Demoulin
- Rue de Mons
- Rue Bagolet

### Source et bibliographie
- Yannik Delairesse et Michel Elsdorf, Le nouveau livre des rues de Liège, Liège, Noir Dessin Production, 2008, 512 p. (ISBN 978-2-87351-143-2 et 2-87351-143-5, présentation en ligne), page 256